# Цетопсовые
Цетопсовые (лат. Сetopsidae) — семейство лучепёрых рыб отряда сомообразных. Широко распространены в реках Южной Америки.

## Описание
Длина колеблется от 4 до 27 см. Голова среднего размера; три пары усиков.

## Классификация
В составе семейства выделяют два подсемейства с пять родов с 42 видами:
- Подсемейство Cetopsinae
  - Род Cetopsidium — 7 видов
  - Род Cetopsis — Цетопсы — 21 вид
  - Род Denticetopsis — 7 видов
  - Род Paracetopsis — 3 вида
- Подсемейство Helogeneinae
  - Род Helogenes — 4 вида